# Dama y obrero
A Dama y obrero (A hölgy és a munkás), egy 2013-as amerikai teleregény a Telemundótól. Főszereplői: Ana Layevska, José Luis Reséndez, Fabián Ríos és Felicia Mercado. A sorozatot 2013. június 24-én 20:00 órai kezdettel mutatta be a Telemundo. Magyarországon nem került adásba.

## Történet
|  | Alább a cselekmény részletei következnek! |

Ignacia egy fiatal mérnök, aki a vőlegénye, Tomás építőipari cégénél dolgozik. Egy nap találkozik Pedroval, a látszólag gazdag fiúval, akivel eltölt egy hétvégét. Pedro hétfőn már csak Ignacia üzenetét találja, amelyben a lány mindent megköszön. Ignacia visszatér Tomáshoz és folytatja munkáját. Az építkezésen bemutatják neki az új munkást, aki nem más, mint Pedro.
|  | Itt a vége a cselekmény részletezésének! |

## Szereplők

### Főszereplők
| Színész(nő)            | Szerepnév                                    | Megjegyzés                                                                               |
| ---------------------- | -------------------------------------------- | ---------------------------------------------------------------------------------------- |
| Ana Layevska           | Ignacia Santamaría                           | Mérnök, Estela és Enrique lánya, Rubén testvére, Tomás felesége                          |
| José Luis Reséndez     | Pedro Pérez                                  | Margarita fogadott fia, valójában Gina és Mariano fia, Lupita "testvére", Rubén testvére |
| Fabián Ríos            | Tomás Villamayor                             | Építőipari cég tulajdonosa, Ignacia férje                                                |
| Felicia Mercado        | Estela                                       | Alfonsina lánya, Ignacia és Rubén édesanyja, Mariano exfelesége                          |
| Mónica Sánchez-Navarro | Margarita Pérez                              | Pedro nevelőanyja, Lupita édesanyja, Gina testvére                                       |
| Shalim Ortíz           | José Manuel Correal                          | Tomás üzlettársa és barátja                                                              |
| Leonardo Daniel        | Mariano Santamaría                           | Festő, Estela exférje, Pedro és Rubén édesapja                                           |
| Sofía Lama             | Mireya Gómez                                 | Olegario lánya, Pedro barátnője                                                          |
| Tina Romero            | Alfonsina                                    | Estela édesanyja                                                                         |
| Ricardo Dalmacci       | Olegario Proculo Gómez Barriga               | Munkavezető, Mireya édesapja                                                             |
| Christina Dieckmann    | Karina Cuervo                                | Ignacia barátnője, Tomás szeretője                                                       |
| Lilian Tapia           | Berta Suárez 'Gina Pérez'                    | Személyiségtolvaj: ál-Gina, "Margarita testvére, Pedro édesanyja"                        |
| Alex Ruíz              | Christopher Melquíades Godínez Gapito 'Neto' | Pedro barátja és munkatársa                                                              |
| Óscar Priego           | Rubén Santamaría                             | Estela és Mariano fia, Ignacia testvére                                                  |
| Kendra Santacruz       | Isabel García                                | Titkárnő, Petra és Emilio lánya, Ángel testvére                                          |
| Roberto Plantier       | Ángel García                                 | Petra és Emilio fia, Isabel testvére                                                     |
| Carolina Ayala         | Lupita Pérez                                 | Margarita lánya, Pedro "testvére"                                                        |
| Nini Vásquez           |                                              |                                                                                          |

### Vendég- és mellékszereplők
| Színész(nő)           | Szerepnév                | Megjegyzés                                          |
| --------------------- | ------------------------ | --------------------------------------------------- |
| Álvaro Ardila         | Lorenzo                  |                                                     |
| Angeline Moncayo      | Gema Pacheco             | Benjamín testvére                                   |
| Armando Acevedo       | Javier Montero           | Tomás ügyvédje                                      |
| Danilo Zamora         |                          | Rendőr                                              |
| Diana Quijano         | Gina Pérez               | Margarita testvére, Pedro édesanyja, Oliver özvegye |
| Edwin Dorado          |                          | Anyakönyvvezető Ignacia és Tomás esküvőjén          |
| Ernesto Faxas         | Emilio Jiménez 'El Duro' | Bűnöző, Isabel és Ángel édesapja"                   |
| Gualberto González    | Braulio López            | Berta bűntársa                                      |
| Guillermo Quintanilla | Prudencio Aguilar        | Mireya nagybátyja                                   |
| Héctor Fuentes        | Enrique Molina           | Ignacia édesapja                                    |
| José Luis Tovar       |                          | Bűnöző                                              |
| Luis Gerardo López    | Gerardo Vargas           | Rendőr, José Manuel barátja                         |
| Osvaldo Strongoli     | Ernesto Villamayor       | Tomás édesapja                                      |
| Rosalinda Rodríguez   | Petra García             | Isabel és Ángel édesanyja                           |
| Victoria del Rosal    | Candy                    | Gema munkatársa és barátnője                        |

## Korábbi verzió
A 2012-ben készült chilei Dama y obrero María Gracia Omegna és Francisco Pérez-Bannen főszereplésével.

## Fordítás
- Ez a szócikk részben vagy egészben  a   Dama y Obrero (2013 telenovela) című angol Wikipédia-szócikk fordításán alapul.  Az eredeti cikk szerkesztőit annak laptörténete sorolja fel. Ez a jelzés csupán a megfogalmazás eredetét és a szerzői jogokat jelzi, nem szolgál a cikkben szereplő információk forrásmegjelöléseként.